# Eschlbach (Bockhorn)
Eschlbach ist ein Ortsteil der Gemeinde Bockhorn im Landkreis Erding in Oberbayern. Bis 1971 bildete es eine selbstständige Gemeinde.

## Geografie
Der Weiler liegt etwa 3,5 km östlich des Kernortes Bockhorn. Zwei Quellbäche des Eschlbachs entspringen im östlich gelegenen Wald und führen südlich am Ort vorbei.
Die Kreisstraße ED 27 führt durch Eschlbach zur nördlich verlaufenden B 388.

## Geschichte
Im Jahr 1156 erschien der Name „Eschlbach“ erstmals in den Traditionen des Hochstifts Freising.
Eschlbach war eine selbständige Gemeinde mit den Ortsteilen mit Ferteln, Graß, Hammerthal, Hörgersberg, Hubberg, Hundshof, Köhl, Kreut, Kreuthäusl, Maierklopfen, Oppolding, Schwabelsöd, Tankham, Übermiething und Windham und einer Gemarkung von etwa 1007 Hektar. Am 1. Januar 1972 wurde sie im Zuge der Gemeindegebietsreform nach Bockhorn eingegliedert.

## Baudenkmäler

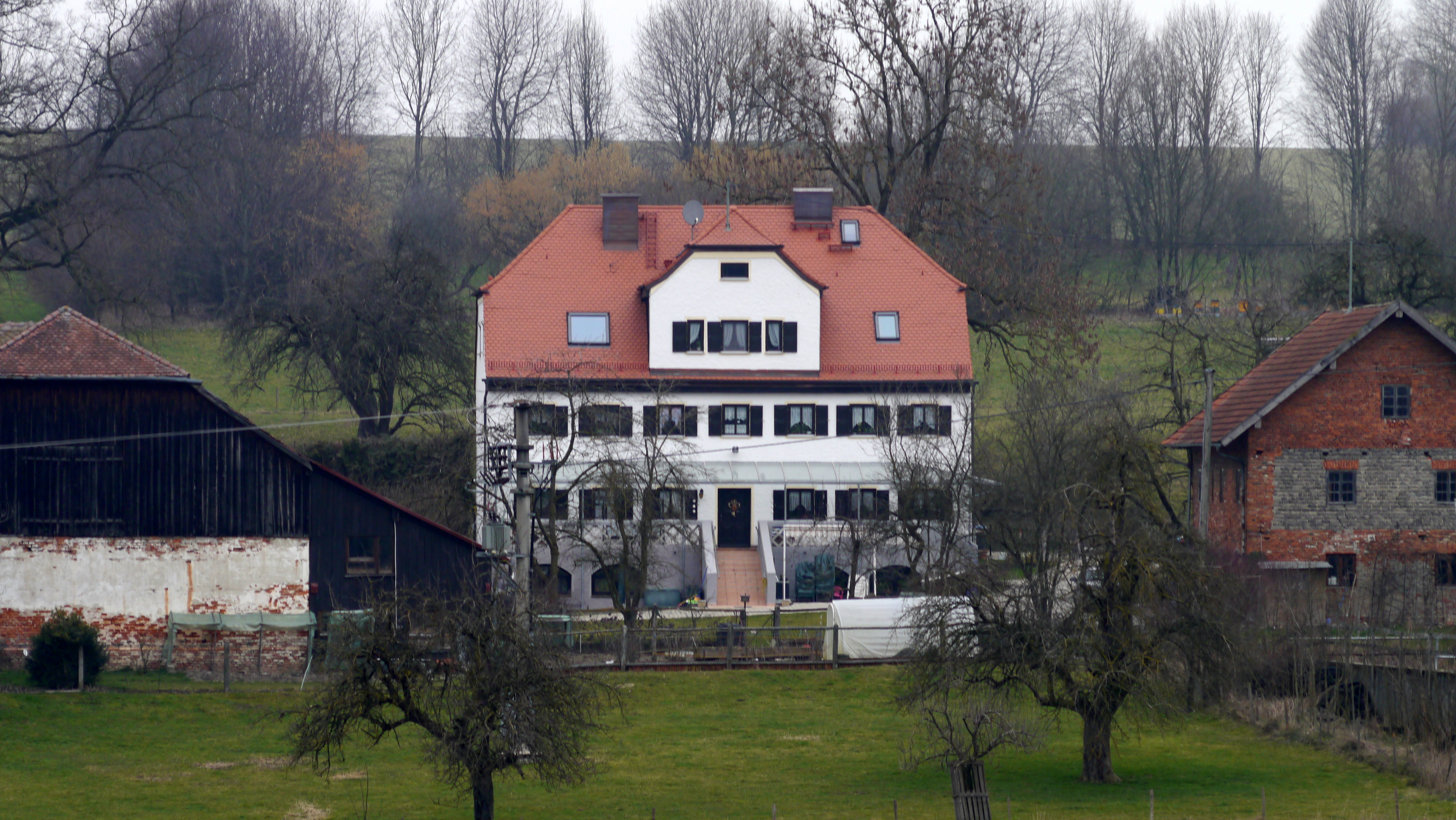
Ehemaliges Pfarrhaus, im Kern von 1726

- Katholische Pfarrkirche St. Mariä Geburt, eine barocke Saalkirche, die im Kern spätgotisch ist
- Bundwerkstadel eines Dreiseithofes, ein eingeschossiger Satteldachbau aus dem Ende des 18. Jahrhunderts (Eschlbach 3)
- Ehemaliges Pfarrhaus eines Pfarrhofes, ein zweigeschossiger Massivbau, im Kern aus dem Jahr 1726 (Eschlbach 1)

## Söhne und Töchter des Ortes
- Franz Paul Hoferer (1854–1939), Arzt, königlich bayerischer Hofrat und Leibarzt der Wittelsbacher
- Maximilian Hoferer (1852–1935), von 1907 bis 1920 Direktor des Humanistischen Franz-Ludwig-von-Erthal-Gymnasiums in Lohr am Main und Verfasser mehrere Bücher zur deutschen Literatur